# 1497年
| 千纪： | 2千纪 |
| 世纪： | 14世纪 \| 15世纪 \| 16世纪                                                                                 |
| 年代： | 1460年代 \| 1470年代 \| 1480年代 \| 1490年代 \| 1500年代 \| 1510年代 \| 1520年代                           |
| 年份： | 1492年 \| 1493年 \| 1494年 \| 1495年 \| 1496年 \| 1497年 \| 1498年 \| 1499年 \| 1500年 \| 1501年 \| 1502年 |
| 纪年： | 丁巳年（蛇年）；明弘治十年；越南洪德二十八年；日本明應六年                                                 |

## 大事记
- 瓦剌進犯赤斤蒙古衛，被明軍擊敗。
- 西班牙强占摩洛哥东北部海港城市梅利利亚。
- 伊凡三世颁布了《伊凡三世法典》（Sudebnik），建立了莫斯科大公国的政府机构。在这部法典中，规定了拜占廷的双头鹰国徽为俄罗斯国徽，并且将其图案刻在了俄国国玺上。
- 喬瓦尼·卡博托受英格蘭國王亨利七世的委託，從布里斯托爾出海，發現了北美洲。
- 6月14日——第二代甘迪亞公爵喬瓦尼·波吉亞的屍體在臺伯河被發現，死因成謎。
- 7月8日——葡萄牙探險家瓦斯科·達伽馬由里斯本往非洲的黃金海岸航行，前往印度。
- 9月8日——第二次康瓦爾叛亂（英语：Second_Cornish_uprising_of_1497）首領於蘭茲角登陸，並於10日在博德明登基[1] 。
- 9月28日——羅特布羅戰役（英语：Battle of Rotebro）中約翰二世打敗老斯滕·斯圖雷的瑞典軍。
- 9月30日——艾頓條約簽訂，為蘇格蘭與英格蘭兩國造就了七年的友好[1] 。

## 出生
- 毛利元就，日本战国时代大名
- 小汉斯·霍尔拜因，德国艺术家。

## 逝世
- 喬瓦尼·波吉亞，第二代甘迪亞公爵，羅馬教宗亞歷山大六世與情婦瓦諾莎·卡塔内的私生子，也是切薩雷·波吉亞、盧克雷齊婭·波吉亞、喬佛里·波吉亞的兄弟。